# 36-а вафен-гренадирска дивизия на СС
Зондеркоманда СС под командването на Дирлевангер (на немски: SS-Sonderkommando Dirlewanger) е наказателна част от СС под командването на Оскар Дирлевангер, набирана от затворници от германски затвори, концентрационни лагери и военни затвори на СС.
Специалният статут на отряда е отбелязан във факта, че от януари 1943 г., по заповед на Хайнрих Химлер, вместо руни на SS, неговите членове носят образа на кръстосани пушки и гранати на петлиците си. Преди това германците, които са служили в частта, са носели стандартни зиг-руни на SS, а чужденците (поляци, руснаци, украинци, хървати, турци и др.) са носели чист десен петлик.
Първоначално създадено като бракониерско командване „Ораниенбург“ (на немски: Wilddiebkommando „Oranienburg“), след това е преименувано на „Зондеркоманда на д-р Дирлевангер (специална група) (на немски: Sonderkommando „Dr. Dirlewanger“). Впоследствие, поради нарастването на персонала, той последователно се наименува и прехвърля към щаба на батальона (на немски: SS-Sonderbataillon Dirlewanger), след това на полка (на немски: SS-Sonderregiment Dirlewanger) и накрая на бригадата (на немски: SS-Sonderbrigade). В края на войната 36-та SS доброволческа пехотна дивизия (36. Waffen-Grenadier-Division der SS) е създадена на базата на бригада и няколко пехотни части. Тя може да се нарече дивизия само условно, тъй като формално тя не се превръща в такава (през 1944 г. на базата на тази бригада трябва да се формира отделна дивизия, 36-та според стандартната „през“ номерация, но нейното формиране никога не е завършено, тъй като през 1945 г. почти целият личен състав на бригадата загива в битка).

## Оскар Дирлевангер и легионът „Кондор“
Историята на бригадата „Дирлевангер“ е неразривно свързана с биографията на командира на бригадата Оскар Дирлевангер. Роден на 26 септември 1895 г. След като получава Железен кръст първа и втора степен, докато служи в Имперската германска армия по време на Първата световна война, Дирлевангер се присъединява към (на немски: Freikorps — свободен корпус, доброволчески корпус) и участва в улични боеве по време на потушаването на прокомунистическите вълнения в Германия. Учи в Манхайм и Франкфурт на Майн. През 1922 г. защитава докторска дисертация. Присъединява се към NSDAP.
През 1934 г. той е осъден на две години по обвинения в сексуални отношения с 13-годишно момиче от Съюза на германските момичета. С тази присъда Дирлевангер губи научната си степен, военното звание и награди, партийно членство и работа. По време на престроя в затвора в Лудвигсбург той неуспешно се опитва да обжалва присъдата пред императорския върховен съд. По съвет на другар войник и близък приятел Готлоб Бергер, който е началник-щаб на Райхсфюрерра СС Хайнрих Химлер, след като напуска затвора, Дирлевангер се записва като доброволец в Испанския чуждестранен легион и там се присъединява към Легион „Кондор“, немска доброволна бойна единица, участвала в Гражданската война в Испания на страната на генерал Франко.

## Браконьерска команда „Ораниенбург“
През 1940 г. Дирлевангер, с подкрепата на Бергер, е приет във войските на СС с чин Оберщурмфюрер и получава задачата да сформира специална част от осъдени бракониери – Ораниенбургския бракониерски екип (на немски: Wilddiebkommando Oranienburg). СС Щурмфюрер Карл Радл, бивш адютант на Ото Скорцени, описва този екип по следния начин: „Бракониерът не е типичен престъпник, той нарушава закона не поради малоценност, а поради своята страст. Голямо бреме ще падне от плещите му, ако вече не бъде поставян на същото ниво като „престъпниците“, ако му се даде възможност да изкупи вината си в борбата срещу враговете на родината си, ако може да приложи своя лов страст в обширните гори и блата на Изток в борбата срещу партизаните". Химлер оценява качествения състав на бракониерите като „добър до много добър“.

## Зондеркоманда „Дирлевангер“
Когато новината за новото военно формирование се разпространява, стотици немски каторжници в концентрационни лагери подават молби за записване в него. „Екипът“ на Дирлевангер, първоначално сформиран от осъдени за бракониерство, след известно време се попълва с други престъпници. Тази бригада е поразително различна от тези, които са служили в 999-и батальон (немската версия на наказателните батальони) войници, които са получили такова наказание за относително дребни нарушения. Формацията „Дирлевангер“ все повече включва „професионални престъпници“ и „асоциални елементи“. „Професионалните престъпници“ са били „затворници, които след като са излежали обикновено дълга присъда, са извършили повторно престъпление и са били класифицирани като професионални престъпници от Службата на имперската криминална полиция. Тази категория включва крадци и извършители на сексуални престъпления (с изключение на осъдените за хомосексуални контакти), осъдени за умишлено или случайно убийство. Асоциалните елементи включват паразити и сводници (бивш комендант на концентрационния лагер Бухенвалд Херман Пистер, 1943 г.). Докато според документите теорията на Дирлевангер е трябвало да оневини престъпниците, в действителност тези престъпници просто са получили правото да продължат престъпленията си и да увеличат обхвата им без никакво наказание за тях. Действията на Дирлевангер са обект на протест от висши офицери на германската армия, но всеки път няма наказание.
До септември 1940 г. екипът на Дирлевангер вече наброява повече от 300 души. С нарастването на броя на криминалните елементи в батальона, името „бракониер“ губи всякакво значение и сега към батальона се присъединяват хора, чиито „наказателни статии“ са дори убийства, грабежи и изнасилвания. В съответствие с новите качества на войниците групата е преименувана на „Специална група на д-р Дирлевангер“ (на немски: Sonderkommando „Dr. Dirlewanger“).

## От зондеркоманда до зондербатальон
Тъй като броят на служителите в специалната група войници нараства, бойната единица е прехвърлена към командването на „Мъртвата глава“ (на немски: SS Totenkopfverbände ) ” – формацията, отговорна за управлението на концентрационните лагери. Командването на зондерите е преименувано на „СС зондер батальон Дирлевангер“. В края на войната, освен „домашни“ престъпници, в комплекса започват да се приемат и политически затворници.
В средата на 1941 г. зондербатальонът „Дирлевангер“ е изпратен да се бие срещу партизански формации в Полша, докладвайки на щаба на SS.
По време на службата на батальона в Полша неговите „бойци“ са осъдени за безброй побои, изнасилвания, грабежи, дискриминационни действия, корупционни скандали и други престъпления. Дезертирането не е необичайно. Фридрих Вилхелм Крюгер, който по това време е върховен ръководител на СС и полицията в Полша (на немски: Höherer SS-und Polizeiführer), е силно отвратен от поведението на служителите на Дирлевангер и неговите молби и петиции до висшите власти предизвикат прехвърлянето на батальона „Дирлевангер“ през януари 1942 г. на окупираната територия на СССР – в Беларус.
На 29 януари 1942 г. батальонът, изтънял от загуби, получава разрешение да набира чуждестранни доброволци в окупираните територии, в резултат на което силата му се попълва от доброволци – руснаци, украинци и беларуси. Числеността на батальона достига 320 души, на разположение на батальона са 2 противотанкови оръдия, 11 камиона, 22 картечници и 5 минохвъргачки.
В Беларус батальонът е под командването на Ерих фон дем Бах Целевски и участва в редица антипартизански операции (сред тях – Операция „Адлер“ през юли 1942 г.). Задачата на батальона е да противодейства на партизански отряди. Ситуацията с престъпленията на батальона се влошава още повече – поведението на войниците от батальона „Дирлевангер“ става все по-неконтролируемо.
На 20 август 1942 г. е издаден официален документ, според който числеността на батальона „Дирлевангер“ е въоръжена с комбинирани оръжия. Личният състав е попълнен за сметка на престъпници и „военни нарушители“.
На 29 август 1942 г. Адолф Хитлер одобрява разширяването на частта до два батальона. Попълването се състои главно от руснаци и украинци, както и германски военнослужещи, които са извършили някакви престъпления. Използването на последния източник за попълване на батальона е одобрено на 15 октомври 1942 г. До септември 1943 г. бригадата „Дирлевангер“ се състои от немска рота (150 души) и немски мотоциклетен взвод (40 души), 3 руски роти (450 души ), артилерийски взвод (40 души – половината германци, половината руснаци). До края на 1943 г. бригадата е нараснала до 2000 души, от които 400 са германци, около 1000 са руснаци, останалите са украинци, беларуси и латгалци.
За служба в батальона са привлечени военнослужещи от всички видове войски на Вермахта и СС, извършили престъпления, които в цивилния живот биха били квалифицирани като престъпления. Военнослужещите, т.нар. „SB-soldaten“, които са извършили изключително военни престъпления (спане на дежурство, неизпълнение на заповеди и т.н.), не са били привлечени към службата в батальона. Службата в поделението „Дирлевангер“ се счита за коригираща мярка и след достатъчна рехабилитация войникът се завръща на предишната си служба.
С това разширяване на правилата за приемане, на батальона „Дирлевангер“ е разрешено визуално показване на формационните отличителни знаци, характерни за всяка дивизия на SS – уникален символ на петна под формата на две кръстосани карабини и ръчна граната отдолу. Приблизително по същото време батальонът получава правото да носи отличителни знаци.
Батальонът участва в още няколко антипартизански операции – през октомври 1942 г. в операция „Регата“; заедно с 36-ти охранителен полк (на немски: 36.Sicherungs-Regiment) в операция Карлсбад; през ноември, заедно с 1-ва СС моторизирана пехотна бригада (на немски: 1.SS-Infanterie-Brigade (mot.)) в операция „Фрида“.

## От зондербатальон до зондерполк
Вторият батальон, състоящ се от престъпници, е окончателно сформиран едва през пролетта на 1943 г. Едновременно с тази промяна, частта се преименува и сега тази военна част се нарича „СС зондер полк Дирлевангер“ (на немски: SS-Sonderregiment Dirlewanger). През май 1943 г. възможността да служат в полка е дадена на всички без изключение престъпници, дори осъдените за тежки и особено тежки престъпления. Петстотин престъпници, осъдени за тежки нарушения на закона и човешкия морал, са приети в полка в края на май. През август 1943 г. започва формирането на трети батальон.
По това време числеността на първия батальон вече достига 700 души, 300 от които са бивши съветски граждани.
Полкът „Дирлевангер“ многократно участва в наказателни акции, включително операция „Винтерзаубер“, в която през февруари-март 1943 г. много села в северната част на Беларус и в Себежския район на Псковска област са унищожени в триъгълника Себеж-Освея-Полоцк.
Също така, полкът „Дирлевангер“ през март 1943 г., заедно със 118-ти батальон на Schutzmannschaft, участва в операцията с кодовото име „Дирлевангер“, проведена срещу партизаните и цивилното население на Смоленски и Логойски региони на Беларус, по време на които той участва при унищожаването на село Хатин и в други наказателни операции.
През август 1943 г. полкът „Дирлевангер“ участва в кръвопролитни боеве, които са част от плана за унищожаване на т.нар. Партизанска република край езерото Палик. През този период личният състав показва жестокост, заедно с смелост, за което Дирлевангер е награден с редица награди. През ноември 1943 г. полкът участва в гранични битки като част от група армии „Център“ в опит да овладее настъплението на Червената армия.
Към 30 декември 1943 г. полкът „Дирлевангер“ се състои от 259 военнослужещи.
В началото на 1944 г. в полка отново постъпват голям брой криминални групи, за да покрият загубите в жива сила. До края на февруари 1944 г. числеността на полка отново е възстановена в пълния си размер. Решено е доброволци от източноевропейските страни повече да не се набират да служат в полка, тъй като руските доброволци се оказват ненадеждни по време на битките на фронта. Антипартизанските операции продължават до юни 1944 г., когато Червената армия започва операция „Багратион“, съветската офанзива, която се превръща в най-голямата военна операция в историята на човечеството. Целта на офанзивата е унищожаването на групата армии „Център“. Полкът на Дирлевангер е изпратен в бягство и започва да отстъпва в Полша. Необичайно за себе си, полкът се оттегля по доста организиран начин и достига Полша в сравнително добро състояние.
Веднага след началото на Варшавското въстание от 1 август 1944 г. от армия Крайова полкът „Дирлевангер“ е командирован там като част от бойна група (на немски: Kampfgruppe) под командването на Хайнц Райнфарт (на немски: Heinz Reinfarth). Биейки се рамо до рамо с бригадата „Камински“, която сега се нарича 29-та СС пехотна дивизия „РОНА“ (1-ва руска), Дирлевангер влиза в активни военни действия на 5 август.
По време на потушаването на полското въстание личният състав на полка „Дирлевангер“ многократно извършва изнасилвания, грабежи и убийства на цивилни, независимо дали принадлежат към редиците на полските въоръжени сили или не. По време на потушаването на въстанието на територията на окръг Варшавска Вола (на полски: Wola), батальоните Зондер на Дирлевангер участват в убийството на десетки хиляди цивилни.
При пристигането си във Варшава частта наброява 881 войници и офицери, а по време на военните действия получава подкрепления в общо 2500 войници. В края на операциите във Варшава, загубата на 2733 военни, в редиците остават само 648. Загуби от приблизително 315%.

## От полк до бригада
До 2 октомври полската страна се предава и полкът прекарва следващия месец в охрана на линията на река Висла. През този период полкът Дирлевангер е нараснал достатъчно, за да получи статут на бригада и е преименуван на „SS Зондербригада Дирлевангер“ (на немски: SS-Sonderbrigade „Dirlewanger“). В същото време в началото на октомври е взето решение формированието отново да бъде преименувано, този път със статут на „бойна бригада“.
Сега името звучеше „2-ра SS Stormbrigade Dirlewanger“, единицата се състои от 4 хиляди военнослужещи.

## Словашко национално въстание
Между 16 и 30 октомври бригадата участва в потушаването на въстанието в Словакия. Тя се бие с партизаните близо до градовете Ружомберок, Мартин и Приевидза. В края на 1944 г. тя е прехвърлена в Шаги, за да попречи на Червената армия да премине през Грон и Ипел. В края на 1944 г. бригадата е приета от SS Brigadeführer и кавалер на Златния немски орден Фриц Шмедес (на немски: Fritz Schmedes ), който преди това е командвал 4-та SS полицейска моторизирана дивизия и на 12 декември 1944 е отстранен от командването от Химлер за отказ да изпълни безсмислена заповед.
Химлер възнамерява да предаде наказанието на Шмедес като урок на останалите командири. В бригадата на Шмедес е възложена ролята на тактически офицер. Бригадата се състои от два полка:
72-ри пехотен полк, командван от SS – оберщурмбанфюрер Ерих Бухман (на немски: Erich Buchmann)
73-ти пехотен полк под командването на SS – Sturmbannführer Евалд Елерс (на немски: Ewald Ehlers),
състоящ се от два батальона (първоначално по три батальона във всеки полк, но загубите и дезертирането бързо намаляват броя на личния състав) и две поддържащи артилерийски батареи.

## Фронт в Унгария
От 14 до 29 декември 1944 г. бригадата воюва в Унгария. Два батальона, формирани от бивши армейски офицери под командването на капитан Ото Хафнер (Otto Hafner), се оказват добри, друг батальон, където значителна част са бивши политически затворници, се разпадна, много войници дезертират. След двуседмичен престой на фронтовата линия бригадата е командирована за реорганизация в Словакия.
Скоро започват да се получават оплаквания от цивилното население, където е разположена бригадата, срещу хората на Дирлевангер във връзка с нарастващите случаи на грабежи и насилие. Някои войници трябва да бъдат държани заключени под въоръжена охрана поради тяхната ненадеждност.

## Статус на дивизията
В началото на февруари 1945 г. бригадата се връща на фронта поради заплашителното положение на фронта на река Одер в Силезия. Бригадата трябва да бъде увеличена до дивизия, но преди това бригадата участва в боевете при Губен. Заповедта за преформиране на бригадата в дивизия е получена на 14 февруари 1945 г. Ден по-късно Дирлевангер лично води контраатаката и е ранен за дванадесети път. Той никога не се връща в дивизията, Фриц Шмедес поема командването и остава на този пост до края на войната.
Не са създадени нови части за увеличаване на бригадата до численост на дивизия. В замяна на това към бригадата са прикрепени някои армейски части:
- 1244-ти пехотен полк (на немски: 1244.Grenadier-Regiment ),
- 681-ви противотанков батальон (на немски: 681.Panzerjaeger-Abteilung ),
- батальон с 28 самоходни оръдия (на немски: Panzer Abteilung Stahnsdorf )
- 687-а сапьорна бригада (на немски: 687.Pioneer-Brigade ).

Бригадата включва и някои бивши кадети от СС училището в Брауншвайг, които са служили в 1-ва парашутно-танкова дивизия „Херман Гьоринг“ (на немски: 1.Fallschirm-Panzer-Division Hermann Goering ). Някои от доброволците са вербувани в концентрационни лагери, дори от евакуирания Аушвиц, където продължава обучението за служба в дивизията Дирлевангер.

## Унищожение на дивизиията
Фронтът в Силезия е пробит на 16 април 1945 г. след началото на настъплението на съветските войски и едновременно с това дивизията започва да отстъпва на североизток. Дезертирането нараства – Шмедес и неговият щаб се опитват да реорганизират дивизията на 25 април, но установяват, че дивизията е почти напълно разбита: например в 73-ти полк на Елерс са останали само 36 души.
Последното заседание на командването на дивизията се състоя на 29 април – но ситуацията само се влошава. Шмедес отвежда останките от формацията отвъд Елба и се предава на американците на 3 май 1945 г. Шмедес и Бухман никога не са били преследвани – те са живели открито, след като са били освободени от лагер за военнопленници. Вайсе се предава на британците с документите на обикновен войник от Вермахта. Бяга от военнопленнически лагер на 5 март 1945 г. и изчезва завинаги. Самият Оскар Дирлевангер е пленен, лекуван е в болница в град Алтсхаузен. На 1 юни полските войници го прехвърлят в затвора, където започват редовно да го бият (особено тежки побои в нощта на 4 срещу 5 юни). Накрая, 7 юни 1945 г. в болницата Дирлевангер той умира, неспособен да понесе побоищата.
От време на време обаче се появяват слухове, че е жив и че е виждан на различни места по света. През октомври 1960 г., по заповед на прокуратурата в Равенсбург, останките на Дирлевангер са ексхумирани. По време на съдебномедицинската експертиза от 24 октомври 1960 г. се установява, че те категорично принадлежат на Дирлевангер. Но дори в документалния роман „Наказателите“, публикуван през 1981 г. , Алес Адамович погрешно пише: „Вече днес прахът на Дирлевангер Оскар Пол, който почина благополучно в Латинска Америка, беше внимателно транспортиран до Германия и погребан във Вюрцбургска земя“.
На 15 януари 1946 г. в Минск за военни престъпления на територията на СССР са осъдени 18 бивши есесовци, сред които бойци от дивизията Дирлевангер. Процесът има голям отзвук в съветското общество и е широко отразен по радиото, телевизията и в пресата. Всички подсъдими са признати за виновни и осъдени на смърт. През 1961 г. Военният трибунал в Минск осъжда в СССР по статията „за държавна измяна“ оцелелите войници от СС – родом от Съветския съюз, които служат под командването на Дирлевангер. През 1961 г. бившият началник на СС и полицията на генералния окръг на Беларус, К. Зеннер и бившият член на Айнзац група „A“ Г. Ремерс, които са обвинени в организирането на масовата екзекуция на евреи в гетото в Минск през ноември 1941 г. се явява пред съда в Кобленц. Целта на статията е на примера на този процес да се подчертаят подходите на германското правосъдие към наказателното преследване на бивши нацисти, извършили престъпленията на Холокоста в Източна Европа, и да се разкрие същността на концепцията за ред, който дава възможност подсъдимите да бъдат представени като съучастници, подчинени на волята на А. Хитлер и неговия близък кръг.